# Ragnar Edenman
Ragnar Hilding Leonard Edenman, ursprungligen Eriksson, född 1 april 1914 i Uppsala församling, Uppsala län, död 27 januari 1998 i Uppsala domkyrkoförsamling, Uppsala län, var en svensk socialdemokratisk politiker och ämbetsman. Han var ecklesiastikminister 1957–67 och landshövding i Uppsala län 1967–80.

## Biografi

### Tidig karriär
Edenman avlade studentexamen i Uppsala 1933. År 1934 skrev han in sig vid Uppsala universitet, där han avlade filosofie magister-examen 1939 och filosofie licentiat-examen 1944. Han avlade filosofie doktor-examen 1946 efter att ha disputerat i statsvetenskap med avhandlingen Socialdemokratiska riksdagsgruppen 1903–1920. Under studenttiden vid Uppsala universitet var han medlem i den socialdemokratiska studentföreningen Laboremus och mötte bland andra konservativa Heimdals Olof Rydbeck i en debatt. Senare skulle han bli Rydbecks överordnade när Rydbeck var chef för Sveriges Radio. Vid bollhusmötet 1939 talade han, i polemik med heimdalaren Arvid Fredborg, för svenskt mottagande av judiska flyktingar från Nazityskland. Han var ordförande i Sveriges socialdemokratiska studentförbund 1939–43, studieledare i Sveriges socialdemokratiska ungdomsförbund 1943–49, ledamot av stadsfullmäktige i Uppsala stad 1943–50, sekreterare i Statens samhällsvetenskapliga forskningsråd 1948–50. Han var ledamot av riksdagens Andra kammare för Uppsala läns valkrets 1949–68 och ledamot av Utrikesdepartementets antagningskommission 1953–57.

### Utbildningspolitiker
Edenman var sakkunnig i Ecklesiastikdepartementet 1946–50 och statssekreterare där 1950–57, varpå han var konsultativt statsråd den 1–31 oktober 1957 och ecklesiastikminister från den 31 oktober 1957 till den 28 september 1967. Under 1940- och 1950-talen spelade han en betydande roll i statliga utredningar om utbildningsfrågor. Han blev den ledande inom socialdemokratin i frågor som berörde antagning till såväl utbildning som statliga befattningar. En förändring han genomförde var biblioteksersättning till författare 1954, och han deltog i arbetet med betänkandet om det första socialdemokratiska kulturprogrammet Människan och nutiden (1952), som innebar att kulturen inbegreps i ”demokratiseringsarbetet” och sågs som en central del av samhället. Betänkandet fastställdes dock aldrig av partiet. Tillsammans med radiochefen Olof Rydbeck startades Sveriges Radios musikutbildning Edsberg på initiativ av bland andra läraren vid Kungliga Musikhögskolan Bo Wallner.[källa behövs]
Till Ecklesiastikdepartementets ansvarsområde hörde utöver kyrkofrågor (ecklesiastik) också skolväsen och utbildning. Edenmans första proposition som ecklesiastikminister handlade om att avskaffa skolagan, vilket genomfördes. Under Edenman förändrades departementets inriktning och fick ett ökat fokus på utbildning och ett minskat på kyrkliga frågor. Några månader efter hans avgång bytte departementet namn till Utbildningsdepartementet, men i praktiken hade det haft denna profil redan under Edenman. På hans initiativ tillsattes 1958 en utredning om att skilja stat och kyrka, en viktig principfråga för socialdemokraterna som drivits särskilt av Arthur Engberg. I egenskap av ecklesiastikminister införde han grundskolan genom riksdagsbeslut 1962, som så småningom ersatte folkskolan, realskolan, kommunala flickskolan och fortsättningsskolan, och som var indelad i tre stadier, examensfri och gemensam för flickor och pojkar. Tage Erlander beskrev införandet: ”Ragnar Edenmans grundskolereform öppnade möjligheterna till en jämlikare skola.”

### Senare karriär
Edenman var landshövding i Uppsala län 1967–80 och civilbefälhavare i Östra civilområdet 1968–80. Därefter var han 1987–88 ordförande i den Palmekommission, som utredde arbetet med att lösa gåtan om mordet på Olof Palme.
Han invaldes 1967 som ledamot av Kungliga Vetenskapssamhället i Uppsala, utsågs 1968 till medicine hedersdoktor vid Umeå universitet, invaldes 1969 som ledamot av Kungliga Ingenjörsvetenskapsakademien, invaldes 1970 som hedersledamot av Kungliga Vetenskaps-Societeten i Uppsala, invaldes 1972 som hedersledamot av Kungliga Gustav Adolfs Akademien för svensk folkkultur, invaldes 1973 som ledamot av Kungliga Vetenskapsakademien och invaldes 1974 som ledamot av Kungliga Skogs- och Lantbruksakademien.

### Familj
Ragnar Edenman var son till lagerbokhållaren Leonard Eriksson och Andrietta Andersson. Han gifte sig 1941 med barnavårdslärarinnan Karin Höök (född 1914), dotter till bergsingenjören Robert Höök och Elsa Arnberg. De fick barnen Gunnar (född 1944) och Lars (född 1947). Ragnar Edenman är begravd på Uppsala gamla kyrkogård.